# Seleção de São Vicente e Granadinas de Futebol Feminino
A Seleção de São Vicente e Granadinas de Futebol Feminino representa São Vicente e Granadinas no futebol feminino internacional.

## Resultados recentes
A seguir, uma lista de resultados de partidas nos últimos 12 meses, bem como quaisquer partidas futuras que foram agendadas.
Legenda
      Vitória       Empate       Derrota
| 16 de fevereiro Qualificatórias CONCACAF W de 2022 | Cuba | 3 – 0 | São Vicente e Granadinas | Santiago de Cuba, Cuba                                       |  |
| 15:00 UTC-5                                        |      |       |                          | Estádio: Estadio Antonio Maceo Árbitro: Predefinição:Arbitra |  |

| 20 de fevereiro Qualificatórias CONCACAF W de 2022 | São Vicente e Granadinas | 0 – 11 | Haiti | Santiago de Cuba, Cuba                                       |  |
| 15:00 UTC-5                                        |                          |        |       | Estádio: Estadio Antonio Maceo Árbitro: Predefinição:Arbitra |  |

| 06 de abril Qualificatórias CONCACAF W de 2022 | São Vicente e Granadinas | – | Ilhas Virgens Britânicas | TBD          |
|                                                |                          |   |                          | Estádio: TBD |

| 12 de abril Qualificatórias CONCACAF W de 2022 | Honduras | – | São Vicente e Granadinas | TBD          |
|                                                |          |   |                          | Estádio: TBD |

## Campanhas

### Copa do Mundo Feminina da FIFA
| Desempenho histórico na Copa do Mundo | Desempenho histórico na Copa do Mundo | Desempenho histórico na Copa do Mundo | Desempenho histórico na Copa do Mundo | Desempenho histórico na Copa do Mundo | Desempenho histórico na Copa do Mundo | Desempenho histórico na Copa do Mundo | Desempenho histórico na Copa do Mundo |
| Ano                                   | Resultado                             | J                                     | V                                     | E                                     | D                                     | GP                                    | GS                                    |
| ------------------------------------- | ------------------------------------- | ------------------------------------- | ------------------------------------- | ------------------------------------- | ------------------------------------- | ------------------------------------- | ------------------------------------- |
| 1991                                  | Não entrou                            | Não entrou                            | Não entrou                            | Não entrou                            | Não entrou                            | Não entrou                            | Não entrou                            |
| 1995                                  | Não entrou                            | Não entrou                            | Não entrou                            | Não entrou                            | Não entrou                            | Não entrou                            | Não entrou                            |
| 1999                                  | Não entrou                            | Não entrou                            | Não entrou                            | Não entrou                            | Não entrou                            | Não entrou                            | Não entrou                            |
| 2003                                  | Não entrou                            | Não entrou                            | Não entrou                            | Não entrou                            | Não entrou                            | Não entrou                            | Não entrou                            |
| 2007                                  | Não se classificou                    | Não se classificou                    | Não se classificou                    | Não se classificou                    | Não se classificou                    | Não se classificou                    | Não se classificou                    |
| 2011                                  | Não se classificou                    | Não se classificou                    | Não se classificou                    | Não se classificou                    | Não se classificou                    | Não se classificou                    | Não se classificou                    |
| 2015                                  | Não se classificou                    | Não se classificou                    | Não se classificou                    | Não se classificou                    | Não se classificou                    | Não se classificou                    | Não se classificou                    |
| 2019                                  | Não se classificou                    | Não se classificou                    | Não se classificou                    | Não se classificou                    | Não se classificou                    | Não se classificou                    | Não se classificou                    |
| 2023                                  | Não se classificou                    | Não se classificou                    | Não se classificou                    | Não se classificou                    | Não se classificou                    | Não se classificou                    | Não se classificou                    |
| Total                                 | -                                     | -                                     | -                                     | -                                     | -                                     | -                                     | -                                     |

### Campeonato Feminino da CONCACAF
| Desempenho histórico no Campeonato Feminino da CONCACAF | Desempenho histórico no Campeonato Feminino da CONCACAF | Desempenho histórico no Campeonato Feminino da CONCACAF | Desempenho histórico no Campeonato Feminino da CONCACAF | Desempenho histórico no Campeonato Feminino da CONCACAF | Desempenho histórico no Campeonato Feminino da CONCACAF | Desempenho histórico no Campeonato Feminino da CONCACAF | Desempenho histórico no Campeonato Feminino da CONCACAF |
| Ano                                                     | Resultado                                               | J                                                       | V                                                       | E                                                       | D                                                       | GP                                                      | GS                                                      |
| ------------------------------------------------------- | ------------------------------------------------------- | ------------------------------------------------------- | ------------------------------------------------------- | ------------------------------------------------------- | ------------------------------------------------------- | ------------------------------------------------------- | ------------------------------------------------------- |
| 1991                                                    | Não entrou                                              | Não entrou                                              | Não entrou                                              | Não entrou                                              | Não entrou                                              | Não entrou                                              | Não entrou                                              |
| 1993                                                    | Não entrou                                              | Não entrou                                              | Não entrou                                              | Não entrou                                              | Não entrou                                              | Não entrou                                              | Não entrou                                              |
| 1994                                                    | Não entrou                                              | Não entrou                                              | Não entrou                                              | Não entrou                                              | Não entrou                                              | Não entrou                                              | Não entrou                                              |
| 1998                                                    | Não entrou                                              | Não entrou                                              | Não entrou                                              | Não entrou                                              | Não entrou                                              | Não entrou                                              | Não entrou                                              |
| 2000                                                    | Não entrou                                              | Não entrou                                              | Não entrou                                              | Não entrou                                              | Não entrou                                              | Não entrou                                              | Não entrou                                              |
| 2002                                                    | Não entrou                                              | Não entrou                                              | Não entrou                                              | Não entrou                                              | Não entrou                                              | Não entrou                                              | Não entrou                                              |
| 2006                                                    | Não se classificou                                      | Não se classificou                                      | Não se classificou                                      | Não se classificou                                      | Não se classificou                                      | Não se classificou                                      | Não se classificou                                      |
| 2010                                                    | Não se classificou                                      | Não se classificou                                      | Não se classificou                                      | Não se classificou                                      | Não se classificou                                      | Não se classificou                                      | Não se classificou                                      |
| 2014                                                    | Não se classificou                                      | Não se classificou                                      | Não se classificou                                      | Não se classificou                                      | Não se classificou                                      | Não se classificou                                      | Não se classificou                                      |
| 2018                                                    | Não se classificou                                      | Não se classificou                                      | Não se classificou                                      | Não se classificou                                      | Não se classificou                                      | Não se classificou                                      | Não se classificou                                      |
| 2022                                                    | Não se classificou                                      | Não se classificou                                      | Não se classificou                                      | Não se classificou                                      | Não se classificou                                      | Não se classificou                                      | Não se classificou                                      |
| Total                                                   | -                                                       | -                                                       | -                                                       | -                                                       | -                                                       | -                                                       | -                                                       |